# Clitos de Milet
Clitos (en grec antic: Κλύτος ὁ Μιλήσιος, llatí: Clytus) fou un filòsof grec natural de Milet que va ser deixeble d'Aristòtil.
Solament és conegut per dues referències d'Ateneu de Nàucratis, segons el qual va escriure un llibre sobre la història de la ciutat de Milet, en la qual citava Tales de Milet.